# Cobaime
Cobaime är en ort i Mexiko.   Den ligger i kommunen Ahome och delstaten Sinaloa, i den västra delen av landet, 1 300 km nordväst om huvudstaden Mexico City. Cobaime ligger 1 meter över havet och antalet invånare är 196.
Terrängen runt Cobaime är mycket platt. Runt Cobaime är det ganska tätbefolkat, med 83 invånare per kvadratkilometer. Närmaste större samhälle är Ahome, 14,8 km nordost om Cobaime. Trakten runt Cobaime består till största delen av jordbruksmark.